# 白居寺駅
白居寺駅（はくきょじ-えき）は、中華人民共和国重慶市大渡口区にある重慶軌道交通2号線及び18号線の駅。

## 歴史
- 2014年12月30日 - 2号線の駅として開業。
- 2023年12月28日 - 18号線が開業。乗り換え駅となる[1]。

## 駅構造
島式ホーム1面2線である
| 至較場口 | ←      | 2/23 | ← |        |
|          | ホーム |      |   |        |
|          | →      | 2/23 | → | 至魚洞 |

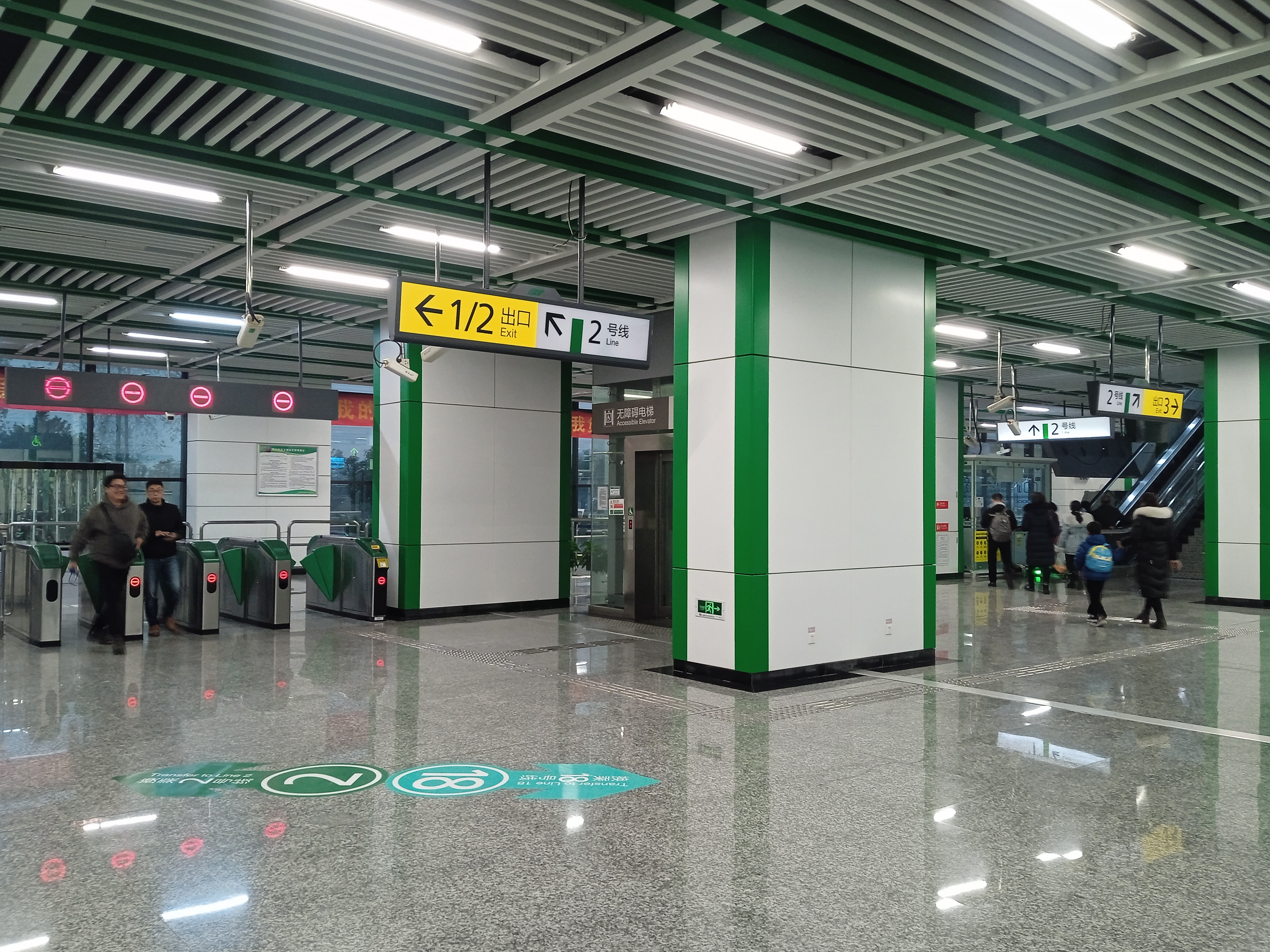
2号線改札口
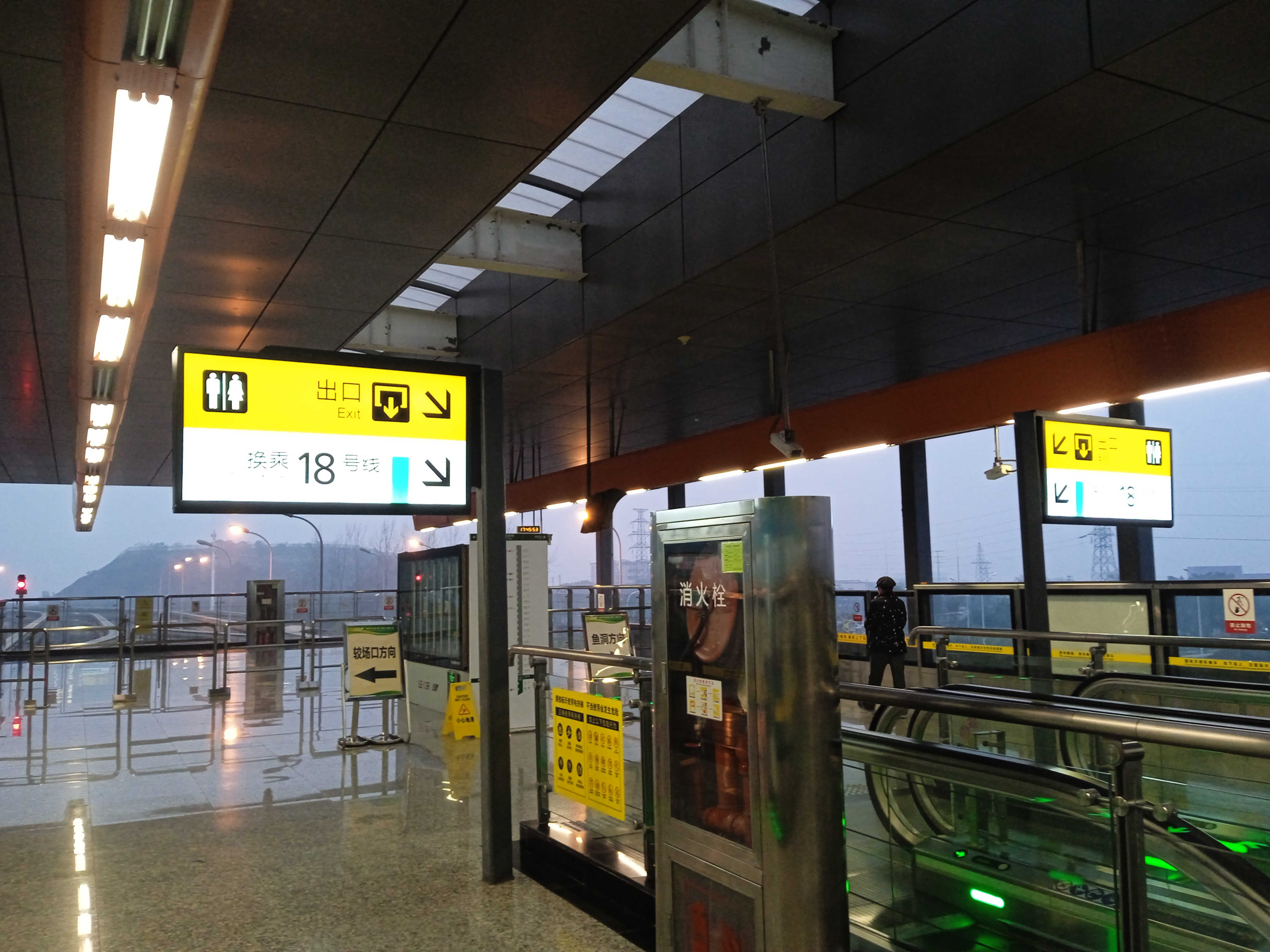
2号線ホーム
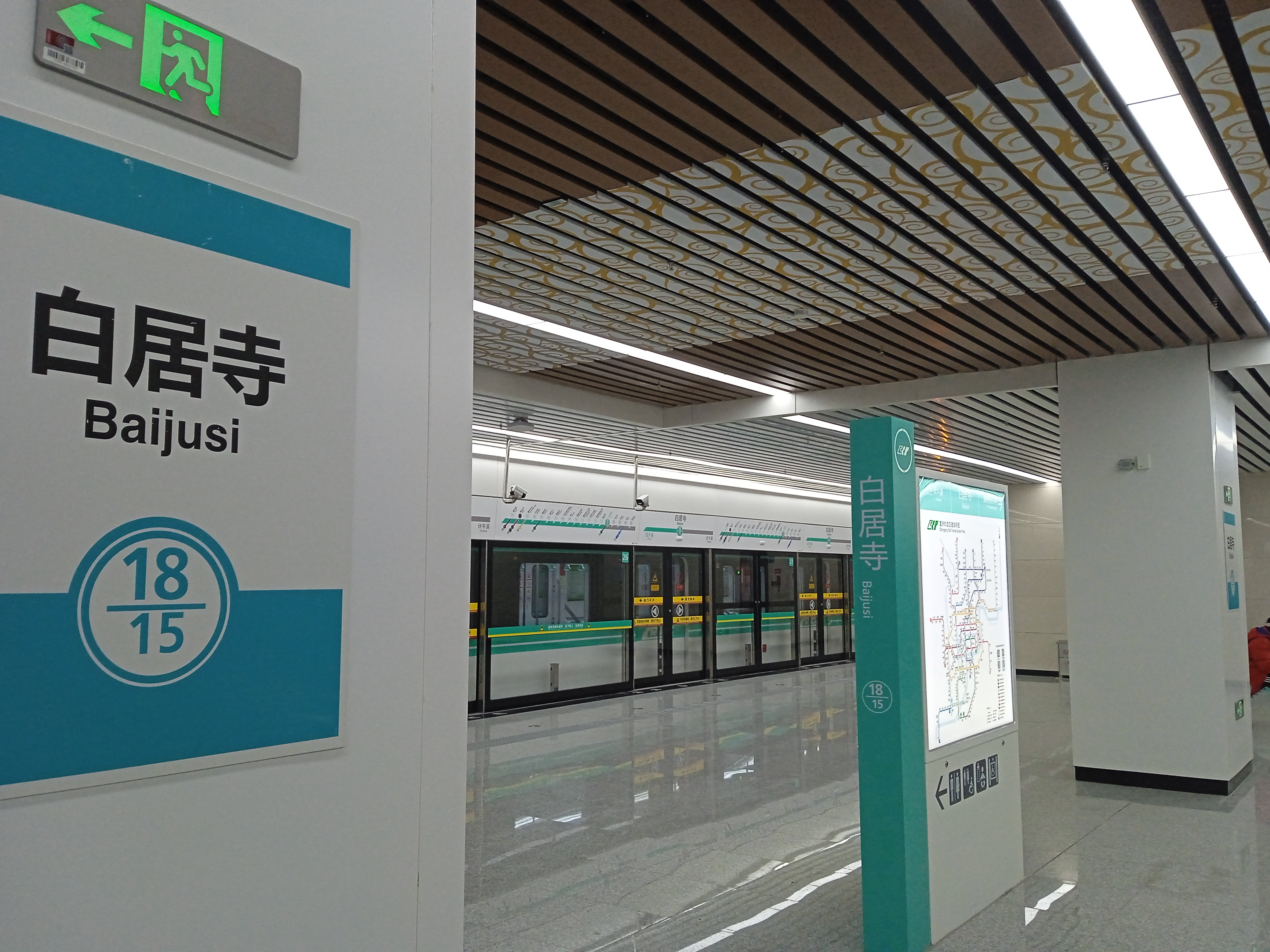
18号線ホーム